# Peramelemorphia
Os peramelemorfos (Peramelemorphia) formam uma ordem de marsupiais que inclui os animais designados por bandicoots(a)(b) e bilbies(a), ou ainda bandicutos em um aportuguesamento do termo. O grupo é nativo da massa continental constituída pela Austrália, Tasmânia, Nova Guiné e ilhas adjacentes. Os bandicoots são animais onívoros de dentição poliprotodonte, com três pares de dentes incisivos na mandíbula. Assim como os marsupiais pertencentes à ordem Diprotodontia, os bandicoots são sindáctilos, tendo o segundo e terceiro dedo do pé fundido.
Os bandicoots são animais de pequeno a médio porte, que habitam todos os habitats australianos, desde o deserto às florestas tropicais de Queensland. Têm um corpo arqueado e a maioria tem orelhas afiladas.
O grupo tem 21 espécies, várias das quais ameaçadas essencialmente pela introdução de gatos e outros predadores exóticos.

## Classificação
A Peramelemorphia, foi reconhecida como ordem por Aplin e Archer (1987), que propuseram uma nova classificação sincrética dos marsupiais. McKenna e Bell (1997) usaram o nome Peramelia para a ordem. A sequência linear segue Groves (2005) com adições por Muirhead (2000):
- Ordem Peramelemorphia
  - Superfamília Yaraloidea Muirhead, 2000
    - Família †Yaralidae Muirhead, 2000
      - Gênero †Yarala Muirhead e Filan, 1995

  - Superfamília Perameloidea Gray, 1825 sensu Waterhouse, 1838
    - Família †Chaeropodidae(c) Gill, 1872
      - Gênero Chaeropus Ogilby, 1838

    - Família Thylacomyidae(d) Kirsch, 1977
      - Gênero Macrotis Reid, 1837

    - Família Peramelidae Gray, 1825
      - Subfamília Peroryctinae Groves e Flannery, 1990
        - Gênero Peroryctes Thomas, 1906

      - Subfamília Echymiperinae McKenna e Bell, 1997
        - Gênero Echymipera Lesson, 1842
        - Gênero Microperoryctes Stein, 1932
        - Gênero Rhynchomeles Thomas, 1920

      - Subfamília Peramelinae Gray, 1825
        - Gênero Perameles É.Geoffroy, 1803
        - Gênero Isoodon Desmarest, 1817

## Na cultura popular
O famoso personagem Crash Bandicoot, como já diz seu nome, é um bandicoot antropomórfico, que vive com sua irmã Coco Bandicoot, seu amigo Crunch Bandicoot e com uma máscara que se chama Aku-Aku em duas ilhas fictícias que se localizam perto da Austrália. Ele foi criado para competir respectivamente com Mario e Sonic the Hedgehog.